# 扎布里德基
49°19′14″N 34°17′5″E / 49.32056°N 34.28472°E
扎布里德基（烏克蘭語：Забрідки），是烏克蘭中部波爾塔瓦州波爾塔瓦區新桑扎雷市镇内的村落。處於沃爾斯克拉河右岸，距離新桑扎雷0.5公里和茹基2.5公里，面積1.988平方公里，海拔高度75米，2001年人口459。